# علام جرار
علام جرار (1954-2017) هو طبيب وسياسي فلسطيني درس الطب في جامعة روستوفي الاتحاد السوفيتي وتخرج عام 1980. ولد في منطقة رام الله ، وكان عضو في اللجنة التنفيذية لاتحاد لجان الاغاثة الطبية الفلسطينية (UPMRC) ومدير لبرنامج اعادة التاهيل التابعة له ، وكان نائب مدير رئيس الفلسطيني للعدالة والسلام ، كما عمل كمدير طبي في وكالة الغوث وأدار برامج لاعادة التأهيل والرعاية الصحية في العديد من البلدان ، وناشط في شبكة المنظمات الأهلية الفلسطينية وعضو في لجنتها التوجيهية ، وكان أمين عام المبادرة الوطنية الفلسطينية التي تأسست عام 2004 التي ترأسها مصطفى البرغوثي وراوية الشوا.

## العمل السياسي
مارس العمل السياسي منذ كان طالبا في الصف العاشر واستمر خلال دراسته الجامعية وكان ناشطا من خلال الاتحاد العام لطلبة فلسطين في الاتحاد السوفيتي. بعد عودته من الدراسة قاد التنظيم السياسي للحزب الشيوعي في محافظة نابلس وقد اظهر قدرات تنظيميه عاليه شهد لها أعضاء الحزب فتضاعفت أعداد المنتسبين له . ومن أهم مراحل انجازاته الجماهيرية أنه ساهم مع مجموعه من زملائه في تأسيس لجان الاغاثه الطبية في منطقة نابلس 1980، أسس الإغاثة الطبية في منطقة جنين 1990، عام 1992 أصبح مدير الأول لبرنامج فلسطين لتأهيل ذوي الاحتياجات الخاصة ، كرس جهده لدفاع عن حقوق الأشخاص ذوى الاحتياجات الخاصة ، ساهم في صياغة قانون حقوق الأشخاص ذوي الاحتياجات الخاصة الذي اقر من المجلس التشريعي عام 1999، أسس مركز فرح لتأهيل الأطفال ذوي الاحتياجات الخاصة وخاصة في منطقة الشمال .